# حوت مقوس الرأس
الحوت المقوس الرأس (باللاتينية: Balaena mysticetus) والذي يعرف أيضاً باسم حوت جرينلاند الصائب وحوت الأرقتيق هو حيوان ثديي مائي، ينتمي إلى الحيتانيات (حوت)، ويعيش في المحيط المتجمد الشمالي قرب كتل الثلج العائمة، خاصة في بحر جرينلاند، مضيق دافيس، وبحار سيبيريا.

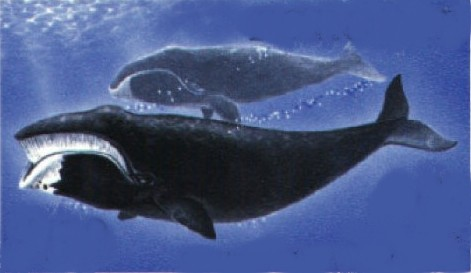

يبلغ طول الحوت المقوس الرأس حوالي 20 متراً ووزنه 80 طناً، ويصل طول زعنفته الذيلية إلى 7 أمتار تقريباً. لونه أسود ويتميز بوجود بقعة بيضاء تحت فمه. اعتبر هذا الحوت من أكثر الحيتان التي كانت تصطاد تجارياً، مما أدى إلى انخفاض عددها بشكل كبير.
و هو حوت نادر لم يبق منه الا 250 فردا في النصف الشمالي و3000 في النصف الجنوبي، ولا يظهر غالبا في جماعات ربما لتقلص عدده. يصل طوله إلى 16 مترا ووزنه إلى 60 طنا.